# Tjöråtjärnen (Fjällsjö socken, Ångermanland, 707400-153609)
Tjöråtjärnen är en sjö i Strömsunds kommun i Ångermanland och ingår i Ångermanälvens huvudavrinningsområde. Sjöns area är 0,031 kvadratkilometer och den befinner sig 219 meter över havet.